# Running Mates
Running Mates (titulado Los dos candidatos en España y Contienda entre sexos en Hispanoamérica) es el décimo episodio de la segunda temporada de la serie Padre de familia emitido el 11 de abril de 2000 en FOX. El episodio fue escrito por Neil Goldman y Garrett Donovan y dirigido por John Holmquist. Como artistas invitados: Lee Majors, Dwight Schultz y Patrick Bristow prestan sus voces a sus respectivos personajes. Por el contenido del argumento, el episodio obtuvo la calificación TV-14 LS.

## Argumento
Lois se presenta como candidata a las elecciones escolares cuando de pronto recibe una llamada del director que le comunica que ha pillado a su hijo espiando en el baño femenino. Mientras hablan con el director, Lois aprovecha para repartir panfletos de su campaña, por otro lado Peter se reencuentra con su antiguo profesor Randall Fargus, pero se lleva un desengaño al ver que su antiguo maestro no es tan alegre como lo era antes debido a que le obligan a tomar unas pastillas que le mantienen en estado de catatonia, por lo que Peter le convence de que se deshaga de ellas y que vuelva a enseñar como antes. 
Viendo el interés de Chris por las mujeres, Peter decide regalarle sus revistas porno para que no vuelva a reincidir en lo del lavabo. Una vez en sus manos, no tarda en llevárselas al colegio y enseñárselas a sus amigos. Mientras, Lois sigue adelante en su campaña, Peter descubre que han expulsado al profesor Fargus por tirar huevos de cóndor californiano, por otra parte, Lois gana por defecto después de retirarse su oponente, por lo que Peter le pide que vuelva a readmitir a Fargus, pero cuando esta se niega, decide hacerle frente en la campaña. 
Los dos empiezan a competir contra el otro, pero las encuestas no favorecen a Peter, por lo que en un debate opta por difamarla en campaña, sin embargo, Lois no cae en sus provocaciones y acaba humillando a su marido. Desesperado por ganar, Peter lanza una última campaña por televisión en la que enseña una foto erótica que Lois le hizo en su aniversario al tiempo que pregunta a los telespectadores si de verdad quieren a una mujer así que se haga cargo de la enseñanza de sus hijos. Lois aparece consternada y no puede dejar de sentirse humillada. Durante el resto del episodio Lois deja de dirigirle la palabra.
Peter gana contra todo pronóstico mientras Lois indignada, acusa a su marido de no tomarse el cargo en serio. Para tranquilizarla, Peter le promete que hará "grandes cambios". Al cabo de una semana, cuando están entrevistando a Peter, todos los periodistas descubren que los niños están leyendo pornografía, las cosas empiezan a torcerse para Peter cuando uno de los chicos anuncia que el "material" se lo proporcionó Chris, que a su vez se las dio su padre. Este suceso provoca un gran escándalo y Peter le pide ayuda a su mujer, pero esta no quiere saber nada, finalmente decide seguir el consejo de uno de sus asistentes: acusar a Lois de que fue ella quien le dio esas revistas a su hijo. Durante la conferencia de prensa, Peter empieza a dar su discurso, pero es incapaz de seguir adelante, ya que todas las mujeres le recuerdan a Lois. Finalmente decide abandonar la farsa y confiesa haber sido él quien le dio esas revistas a su hijo, y lo que es peor, humillar a su mujer por ganar por lo que acto seguido le pide perdón al mismo tiempo que dimite de su cargo.

## Recepción
Ahsan Haque de IGN, en su crítica de 2008 puso al episodio una nota de 9 de 10 y declaró: "Running Mates es uno de los dardos más potentes de la segunda temporada", también añadió que el episodio es entretenido y escrito de manera inteligente.